# 鲁特卡-塔尔塔克市镇
鲁特卡-塔尔塔克市镇（波蘭語：Gmina Rutka-Tartak）是波兰波德拉谢省的一个乡村型市镇，隶属于苏瓦乌基县，治所位于同名城市鲁特卡-塔尔塔克。总面积为92.32平方公里，截至2019年6月30日总人口为2322人。